# Oromo

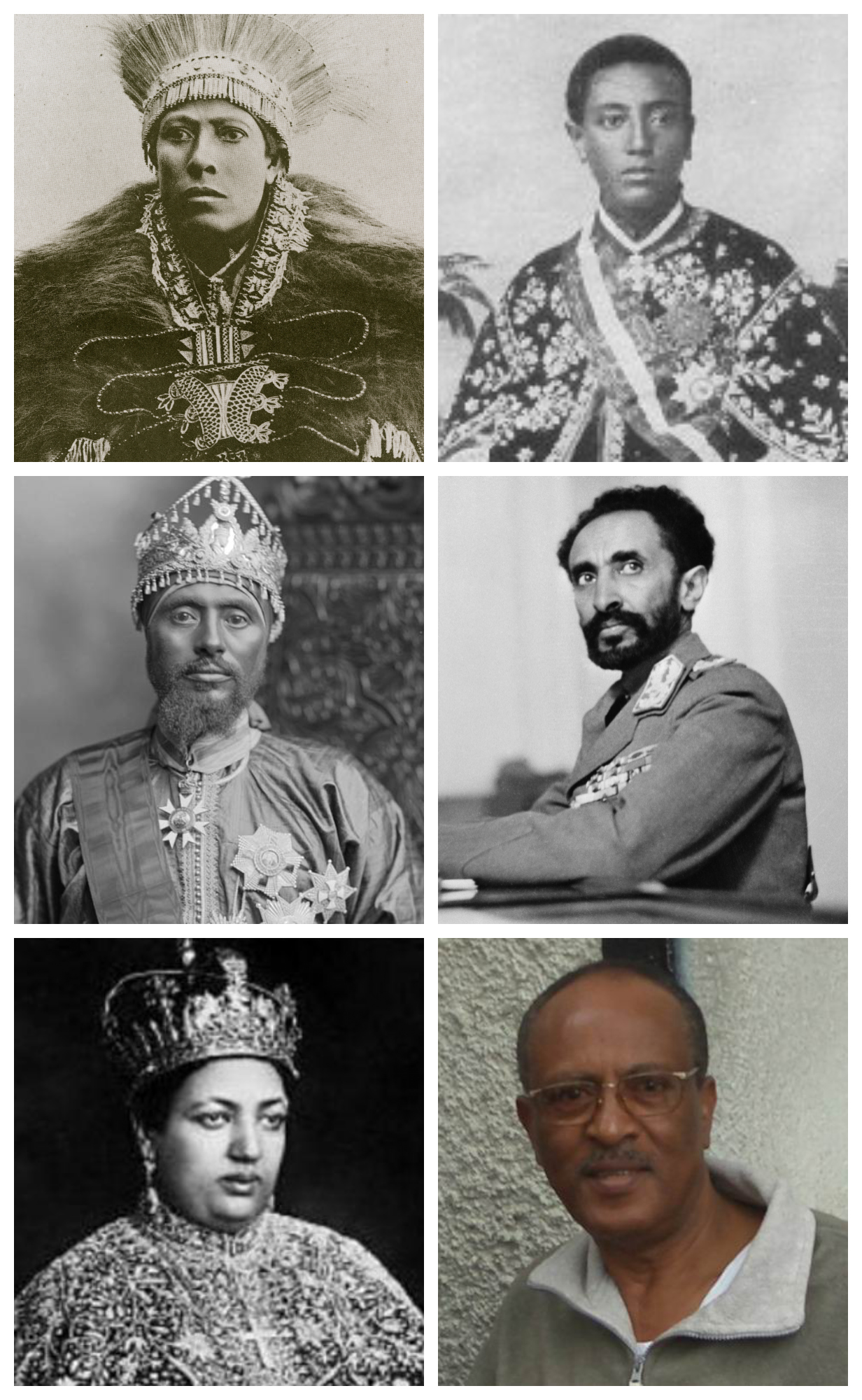

Gli oromo (precedentemente noti anche come galla, termine caduto in disuso in quanto considerato dispregiativo) sono un gruppo etnico africano diffuso in Etiopia e Kenya. In Etiopia rappresentano il 32% della popolazione (circa 24 milioni di persone), e sono il primo gruppo etnico (censimento del 1994). La lingua nativa degli oromo è l'oromonico (noto anche come oromigna, oromiffa, afaan oromoo, galligna o gallinya). Le principali religioni degli oromo sono: islam sunnita, cristianesimo ortodosso etiope, cristianesimo protestante e waaq (la religione tradizionale).

## Storia
Sebbene le origini degli oromo non siano ancora state completamente accertate, essi derivano certamente da un'antica popolazione di nomadi pastori etiopi. Hanno convissuto a lungo con gruppi semitici del nord; la loro tradizione orale è ricca di riferimenti a interazioni con questi gruppi, probabilmente risalenti almeno al VI secolo. Fin da tempi antichi gli oromo occuparono numerose zone dell'Etiopia meridionale; secondo alcuni studiosi, la loro terra d'origine sarebbe probabilmente la regione di Borana.
Nel XVI secolo, durante le guerre fra l'Impero d'Etiopia e il Sultanato di Adal, gli oromo si espansero verso nord, nelle zone di Arsi, Shewa, Welega, Gojjam, Hararghe e Wollo. Il monaco etiope Bahrey, nel suo Storia dei galla (1593), attribuì i successi militari degli oromo alla presenza nella loro società di una classe di guerrieri ben addestrati e coordinati (cosa che mancava agli Etiopi); il brano di Bahrey costituisce anche il primo riferimento scritto agli oromo.
Gli oromo iniziarono a integrarsi con i propri vicini di lingua amarica almeno a partire dal XVIII secolo. Molti capi oromo ottennero ruoli di potere all'interno della monarchia etiope, soprattutto durante il regno dell'imperatore Iyoas I, periodo in cui la lingua oromo divenne la lingua ufficiale della corte di Gondar. Questo diede inizio a un'epoca nota in Etiopia come Zemene Mesafint, in cui i capi guerrieri della dinastia oromo di Yejju spesso controllavano, di fatto, la politica degli imperatori etiopi. Questo stato di cose perdurò fino agli inizi del XX secolo. Al fine di integrarsi in modo più intimo con il potere imperiale etiope, molti oromo si convertirono al cristianesimo.

## Sottogruppi

Oggi esistono 12 diversi gruppi etnici che possono essere definiti sottogruppi degli oromo:
- i welega, che vivono nella regione di Oromia, a ovest del fiume Dindessa;
- i macha, che vivono fra il Dindessa e il fiume Omo, e a sud nella regione di Gibe;
- i tulama, che vivono in Oromia nella zona di Addis Abeba;
- i wollo, il gruppo più settentrionale, che vivono soprattutto nella zona Oromia della regione di Amhara, fino al lago Ashenge;
- gli ittu, che vivono nella regione Oromia dal fiume Auasc a est fino a una zona a sud di Dire Daua;
- gli ania, che vivono a sud degli Ittu e a ovest del fiume Erer;
- gli afran qallo, che vivono a ovest della città di Harar e del fiume Erer, e fra gli ittu e gli ania;
- i nole, che vivono a est di Dire Daua e a nord di Harar;
- i babille, uno dei gruppi più orientali, a est del fiume Erer, e a sud dell'altro gruppo orientale, i jarso;
- i jarso, che vivono nell'angolo nordorientale della zona di Misraq Hararghe;
- gli arsi o arussi, che vivono nell'omonima zona di Arsi;
- i borana, il gruppo più meridionale, che vivono nel sud della regione Oromia e nel nord del Kenya.

## Cultura e religione
La società oromo era tradizionalmente basata sul sistema di classi sociali detto gadaa, oggi in uso soprattutto fra i borana, che prevede una stratificazione dei maschi in classi d'età.
Nella religione tradizionale oromo esiste un dio supremo, detto Waka o Waaq. Waka crea e regola l'esistenza di ogni essere vivente e non vivente, esiste in ogni cosa e mantiene l'ordine cosmico. Il concetto dell'ordine, o dell'equilibrio (fra giovani e vecchi, fra uomini e donne, fra fisico e spirituale) è alla base di gran parte della cultura oromo. Gli oromo chiamano l'equilibro safuu, la cui perdita significherebbe il regno del caos. Gli oromo rappresentano il safuu con un simbolo tricolore detto faajjii walaabuu che potrebbe essere considerato in analogia allo yin yang orientale. Nel faajjii walaabuu, il bianco rappresenta il passato (le ossa degli antenati), il rosso il presente (la carne e il sangue), e il nero il futuro (l'ignoto, l'anima e lo stesso Waka). Il faajjii walaabuu mette i tre colori in relazione, mostrandoli come tre aspetti indivisibili e interconnessi della realtà.

## Politica
Numerose organizzazioni politiche sono nate con lo scopo di promuovere gli interessi del popolo oromo. La Mecha and Tulama Self-Help Organization, fondata nel gennaio del 1963, fu sciolta nel 1966 dal governo etiope in seguito a numerosi contrasti. Altri gruppi hanno spesso sostenuto posizioni indipendentiste; alcuni esempi sono Oromo Liberation Front (OLF), United Liberation Forces of Oromia (ULFO), Islamic Front for the Liberation of Oromia (IFLO), Oromia Liberation Council (OLC), e Oromo National Congress (ONC). La Oromo People's Democratic Organization (OPDO) è attualmente uno dei quattro partiti politici al governo in Etiopia.
Il primo ministro Abiy Ahmed è il primo Oromo a rivestire tale carica di governo, ma ciò non ha impedito ad alcune frazioni di continuare a lamentare la marginalizzazione della loro etnia.